# Bezeq

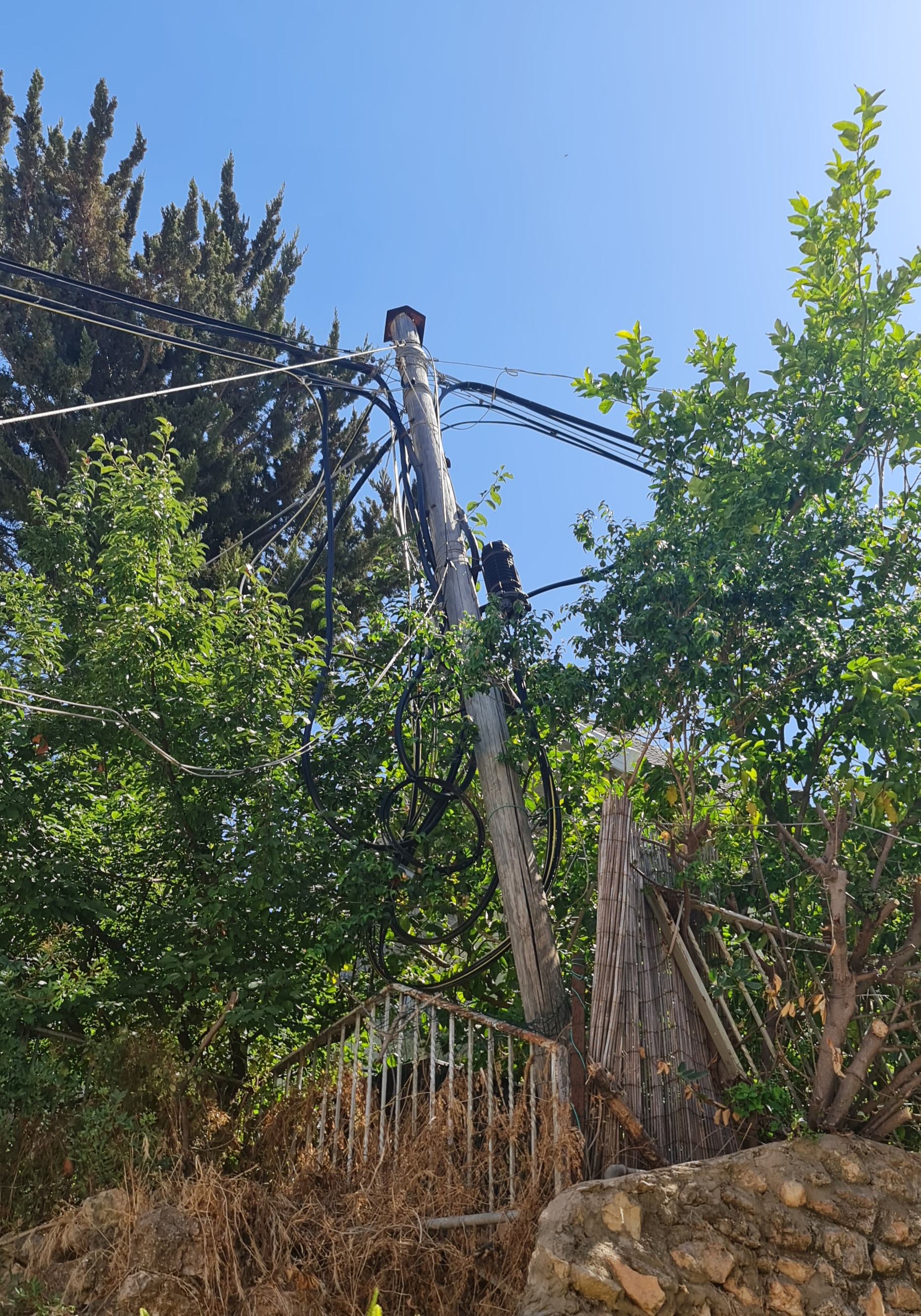
An old crooked and crowded telephone pole in the city of Nesher in Israel

Bezeq (en hébreu : בזק) est l'opérateur de télécommunications national israélien. Il a le monopole national sur la téléphonie filaire et sur les infrastructures d'accès à Internet. Bien que toujours en position de force dans les services, Bezeq est en compétition avec HOT, le seul fournisseur d'accès au câble, et avec Kavei Zahav, fournisseur d'accès à Internet en Israël.
Le 9 mai 2005, Bezeq a été privatisé avec la vente par l'État de 30 % des actions au groupe d'investissement Saban-Apax .
Bezeq contrôle intégralement l'un des opérateurs de téléphonie mobile, Pelephone (en) et est majoritaire dans Yes (en), fournisseur de télévision par satellite en Israël.
Le président de l'entreprise, Shaul Elovitch, ainsi que d'autres dirigeants sont arrêtés par la police en 2017 et 2018 pour des faits de fraudes fiscales et de possibles délits de violation du droit sur les titres. Bezeq pourrait en outre avoir reçu différents avantages en échange d’une couverture favorable de la politique du Premier ministre Benjamin Netanyahu sur le site internet Walla.
Le 1er décembre 2018, la police recommande de poursuivre en justice pour corruption le Premier ministre et son épouse Sara Netanyahou, dans l’affaire de corruption Bezeq. Selon la police, Benyamin Netanyahou aurait validé des régulations profitant à Shaul Elovitch, l’actionnaire contrôlant Bezeq, la plus grande entreprise de télécommunications du pays – malgré l’opposition des responsables du ministère des Communications – en échange d’une couverture médiatique positive sur le site d’information Walla d’Elovitch.